# Károly Thern
Károly Thern, také Karl Thern, (13. srpna 1817 Spišská Nová Ves – 13. dubna 1886 Vídeň) byl hudební spisovatel, pedagog, skladatel, dirigent, klavírista.

## Život a dílo
Jeho předkové emigrovali během perzekuce protestantů ze Salcburku do Uher. Jeho dědeček byl výrobcem varhan a klavírů ve Spišské Nové Vsi. Thern studoval v Miskolci a Prešově, kde organizoval studentské kapely a skládal pro ně skladby. Později vyučoval v dívčím ústavu v Balassagyarmatu. V roce 1836 se odstěhoval do Pešti, kde měl možnost se zdokonalovat ve všech směrech. K Thernově scénické hudbě patří hudba ke hře Svatopluk od Józsefa Gaála (1839), ve které vedle standardních orchestrálních nástrojů použil tárogató. Od roku 1841 působil v Pešti jako dirigent v Národním divadle. Jako dirigent Národního divadla roku 1841 napsal hudbu pro Gaalovu lidovou hru Peleskei a byla zde 21. prosince 1841 nastudována jeho opera Gizul. Brzy však odešel z divadla a věnoval se soukromému hudebnímu vzdělávání. Kromě toho byly v Národním divadle uvedeny další dvě opery – Obléhání Tihany (12. dubna 1845) a jeho komediální opera Imaginární pacient (11. října 1855). Byl mnohem vlivnější v oblasti pedagogiky a klavíru a literatury, zanechal po sobě trvale cenná díla. Od roku 1853 působil jako učitel klavíru a skladby na Národní konzervatoři.
Kromě tří oper zkomponoval četná klavírní díla a úpravy klasických děl pro dva klavíry. Jeho synové, klavíristé Willy Thern (Vilmos Thern, * 22. června 1847 v Pešti; † 7. dubna 1911 ve Vídni) a Louis Thern (Lajos Thern, * 18. prosince 1848 Buda; † 12. března 1920 Vídeň) hráli jeho díla na svých koncertních turné. Jeho písně byly populární. Liszt, který si jej velmi vážil, použil melodii Fóti dal pro svou První uherskou rapsodii.